# Storehorn
Storhorn of Storhødn is een berg gelegen in de gemeente Hemsedal in de Noorse provincie Buskerud.
Skogshorn is een deel van de Hemsedal Top 20.